# Reklama wprowadzająca w błąd
Reklama wprowadzająca w błąd – rodzaj reklamy, która przez swoją formę wprowadza lub może wprowadzić w błąd osoby, do których jest skierowana lub dociera i która, z powodu swojej zwodniczej natury, może wpłynąć na ich postępowanie gospodarcze lub która, z tych powodów, szkodzi lub może szkodzić konkurentowi.
Powoduje ona, że powstałe na jej podstawie wyobrażenia nie są zgodne ze stanem rzeczywistym.
Przy określaniu, czy reklama jest wprowadzająca w błąd, należy wziąć pod uwagę wszystkie jej cechy, w szczególności zawarte w niej informacje dotyczące:
- cech charakterystycznych towarów lub usług, takich jak ich dostępność, rodzaj, wykonanie, skład, sposób i data produkcji lub wykonania, przydatność do celu, zastosowanie, ilość, specyfikacja, pochodzenie geograficzne lub handlowe lub spodziewane rezultaty jego zastosowania oraz rezultaty i szczególne właściwości testów lub kontroli wykonanych na towarach lub usługach;
- ceny lub sposobu obliczenia ceny i warunków dostawy towarów lub świadczenia usług;
- rodzaju, właściwości i praw reklamującego, takich jak: jego tożsamość i majątek, jego kwalifikacje i prawa własności przemysłowej, handlowej lub prawa własności intelektualnej, a także jego nagrody i wyróżnienia.

Formy reklamy wprowadzającej w błąd:
- Reklama kłamliwa (fałszywa) – informacje w niej zawarte są fałszywe pod względem materialnym (co do cech danego produktu), oceniane na podstawie obiektywnej weryfikacji
- Reklama oszukańcza – umożliwia wieloznaczne rozumienie zawartych w niej treści. Nie podaje fałszywych informacji, przedstawia jednak produkt w sposób tendencyjny, maksymalnie korzystny dla reklamowanego produktu.
- Reklama niepełna – wprowadza w błąd poprzez pominięcie w reklamie istotnych informacji dla adresata, na przykład nie podaje pojemności dostępnego opakowania.
- Reklama naśladownicza – naśladuje ona reklamę innego przedsiębiorstwa, podobne materiały, naklejki, ulotki o takim samym kształcie, kolorystyce. Dzięki temu reklama oryginalna jest przez odbiorcę przypisywana naśladowcy.
- Reklama oczywista – wskazuje na cechę produktu, która jest właściwa dla wszystkich produktów danego rodzaju.
- Reklama przesadna – produkt zachwalany jest za pomocą zwrotów takich jak: „najlepszy”, „najtańszy”, „najzdrowszy”, „jedyny”.
- Reklama naruszająca cudze oznaczenia handlowe – w celu wprowadzenia w błąd klientów, reklamujący wykorzystuje dobre imię innego przedsiębiorstwa lub jego produktów. Odbywa się to poprzez wykorzystywanie znaków firmowych lub innych oznaczeń indywidualizujących.